# Brođanci
Brođanci est un village de la municipalité de Bizovac (Comitat d'Osijek-Baranja) en Croatie. Au recensement de 2011, le village comptait 547 habitants.